# Amathyntis
Amathyntis är ett släkte av fjärilar. Amathyntis ingår i familjen äkta malar.
Kladogram enligt Catalogue of Life:
| Amathyntis | \| \| Amathyntis athyra \| \| \| \| \| \| Amathyntis catharopa \| \| \| \| \| \| Amathyntis nucleolata \| \| \| \| \| \| Amathyntis oporina \| \| \| \| \| \| Amathyntis physatma \| \| \| \| |
|            | \| \| Amathyntis athyra \| \| \| \| \| \| Amathyntis catharopa \| \| \| \| \| \| Amathyntis nucleolata \| \| \| \| \| \| Amathyntis oporina \| \| \| \| \| \| Amathyntis physatma \| \| \| \| |
|            | Amathyntis athyra |
|            | |
|            | Amathyntis catharopa |
|            | |
|            | Amathyntis nucleolata |
|            | |
|            | Amathyntis oporina |
|            | |
|            | Amathyntis physatma |
|            | |